# Capù
I capù o nosècc sono degli involtini di verza tipici delle valli bresciane e bergamasche, realizzati con un ripieno di carne macinata, pan grattato, cotechino e uova. 
I paesi di Parre e di Terzano dedicano una sagra a questo piatto tipico.

## Etimologia
Il nome è probabile derivi dalla pettinatura femminile detta talvolta in dialetto capù, ossia la crocchia, per l'evidente somiglianza della forma. Il nome in dialetto locale significa anche "cappone" e la relazione è spiegata da una breve favola che viene spiegata sotto.

## Descrizione
Il piatto si compone di un involucro esterno realizzato con le foglie di verza e un cuore di ripieno, solitamente di forma rotonda.

## Procedimento
Per realizzare un capù vengono fatte lessare due o tre foglie di verza che poi vengono disposte su di un piano. Al centro di esse viene messa una pallina di ripieno e quindi vengono richiuse a formare una palla e legati con dello spago da cucina. 
I capù vengono poi fatti bollire per almeno tre ore assieme a pezzi di lardo o di pancetta per insaporirli.

## Varianti
Esiste una variante del capù dove invece della verza sono impiegate le erbe bianche. La preparazione è la stessa, ma differisce la cottura, poiché invece di essere bolliti vengono arrostiti e conditi con salsa di pomodoro.
In Val Brembana ne esiste una variante chiamata Nosècc.

## Leggenda sulla loro origine
Si racconta che un bambino di una famiglia contadina e povera si lamentava di continuo perché i genitori vendevano i capponi ai signori ricchi e loro non potevano mai addentare tale prelibatezza. La madre, stanca di vedere il figlio triste, prese una pallina di ripieno molto saporito ma privo di carne e l'avvolse in una foglia di verza, la fece bollire e quindi la presentò al figlio. Fu così che nacquero i capù.